# Pręgomysz jednopręga
Pręgomysz jednopręga (Lemniscomys rosalia) – gatunek gryzonia z rodziny myszowatych, występujący w Afryce Południowej i Wschodniej.

## Systematyka
Gatunek został opisany naukowo w 1904 roku przez O. Thomasa, pierwotnie w rodzaju kusu (Arvicanthis). Miejsce typowe to Monda w górach Nguru w Tanzanii. Była uważana za podgatunek pręgomyszy angolskiej (Lemniscomys griselda), jednak obecnie jest uznawana za pokrewny gatunek, bliski także pręgomyszy zambijskiej (L. roseveari). Dane chromosomowe wskazują, że takson ten obejmuje w rzeczywistości co najmniej dwa podobne gatunki i powinien zostać podzielony.

## Występowanie
Występuje na terenie północnej Namibii, Południowej Afryki (w prowincjach KwaZulu-Natal, Wolne Państwo, Gauteng, Mpumalanga, Limpopo i Północno-Zachodniej), we wschodnim Suazi, Zimbabwe, środkowej i północnej Botswanie, Mozambiku, Zambii, Malawi, Tanzanii oraz południowej Kenii. Zasiedla tereny do 1200 m n.p.m., choć najczęściej spotykana jest poniżej 1000 m n.p.m.

## Wygląd
Jest to średniej wielkości mysz. Samiec osiąga długość od 102 do 168 mm (średnio 136,8 mm), z ogonem o długości od 98 do 147 mm (średnio 132,1 mm); samica osiąga długość od 85 do 133 mm (średnio 115,7 mm), z ogonem o długości od 81 do 147 mm (średnio 127,7 mm). Masa ciała samca to od 19 do 70 g (średnio 52,5 g), samica ma masę 42–74 g (średnio 55,8 g). Sierść grzbietu jest szorstka, brązowy grzbiet pokrywają przemieszane blade pomarańczowobrązowe oraz ciemnobrązowe włosy; zad jest bardziej płowy. Cechą charakterystyczną gatunku jest pojedynczy czarny pasek ciągnący się od szyi do nasady ogona. Głowa ma to samo ubarwienie co grzbiet, często z wyraźną żółtopomarańczową otoczką wokół oka. Uszy są płowe, średniej wielkości. Spód ciała jest biały lub białawy. Tylko trzy środkowe palce dłoni są funkcjonalne, pierwszy i piąty palec są bardzo zredukowane. Tylne nogi są pięciopalczaste, ale trzy środkowe palce są wyraźnie dłuższe. Samica ma cztery pary sutków.

## Tryb życia
Pręgomysz jednopręga prowadzi naziemny tryb życia, jest aktywna głównie o zmierzchu i świcie. Zajmuje wiele siedlisk na sawannach, ale potrzebuje do życia gęstej, wysokiej trawy; opuszcza obszary, na których pożar zniszczył trawę, ale może powrócić gdy ta odrośnie. Często zamieszkuje też tereny rolnicze, szczególnie ugory.
Pręgomysz jednopręga jest roślinożerna. W Suazi 15% zjedzonego pokarmu stanowiły ziarna, a resztę inne części roślin. Areały osobnicze pręgomyszy nie nakładają się, a w niewoli gryzonie te przejawiają agresję wobec współplemieńców, co wskazuje na terytorialność. W niewoli samce dzielą gniazdo z samicą i uczestniczą w opiece nad młodymi. Gniazdo jest nieporządne, umieszczone na ziemi, zazwyczaj u podstawy kępy trawy.
Rozmnaża się w porze deszczowej. W Południowej Afryce przystępuje do rozrodu od września do grudnia. Ciąża trwa około 24 dni. W miocie rodzi się od 2 do 11 młodych, w Południowej Afryce (KwaZulu-Natal) jest ich przeważnie 6–7. Po urodzeniu młode mają masę 2,6 g, po 6–8 dniach wyrzynają się ich siekacze; młode są odstawiane od piersi 20 dnia życia. Niewiele pręgomyszy jednopręgich żyje dłużej niż rok. Poluje na nie m.in. kaniuk zwyczajny i sowy.

## Populacja
Pręgomysz jednopręga ma duży zasięg występowania, jest dość liczna do bardzo licznej, w sprzyjającym środowisku populacja osiąga dużą gęstość (15 zwierząt na hektar, a nawet więcej przy dużej dostępności pokarmu). Występuje w wielu obszarach chronionych, w tym w Parku Narodowym Krugera. Nie są znane zagrożenia dla tego gatunku. Pręgomysz jednopręga jest uznawana za gatunek najmniejszej troski, chociaż konieczna jest rewizja systematyki tych gryzoni.